# Piątnica (gmina)
Piątnica (do 1954 gmina Drozdowo) – gmina wiejska w województwie podlaskim, w powiecie łomżyńskim. W latach 1975–1998 gmina położona była w województwie łomżyńskim.
Siedziba gminy to Piątnica Poduchowna, w Rozporządzeniu Rady Ministrów z dnia 21 grudnia 1999 r. w sprawie ustalenia siedzib władz gmin wymieniana jako Piątnica.
Według danych z 30 czerwca 2004 gminę zamieszkiwało 10 575 osób.

## Struktura powierzchni
Według danych z roku 2002 gmina Piątnica ma obszar 218,69 km², w tym:
- użytki rolne: 74%
- użytki leśne: 18%

Gmina stanowi 16,15% powierzchni powiatu.

## Demografia

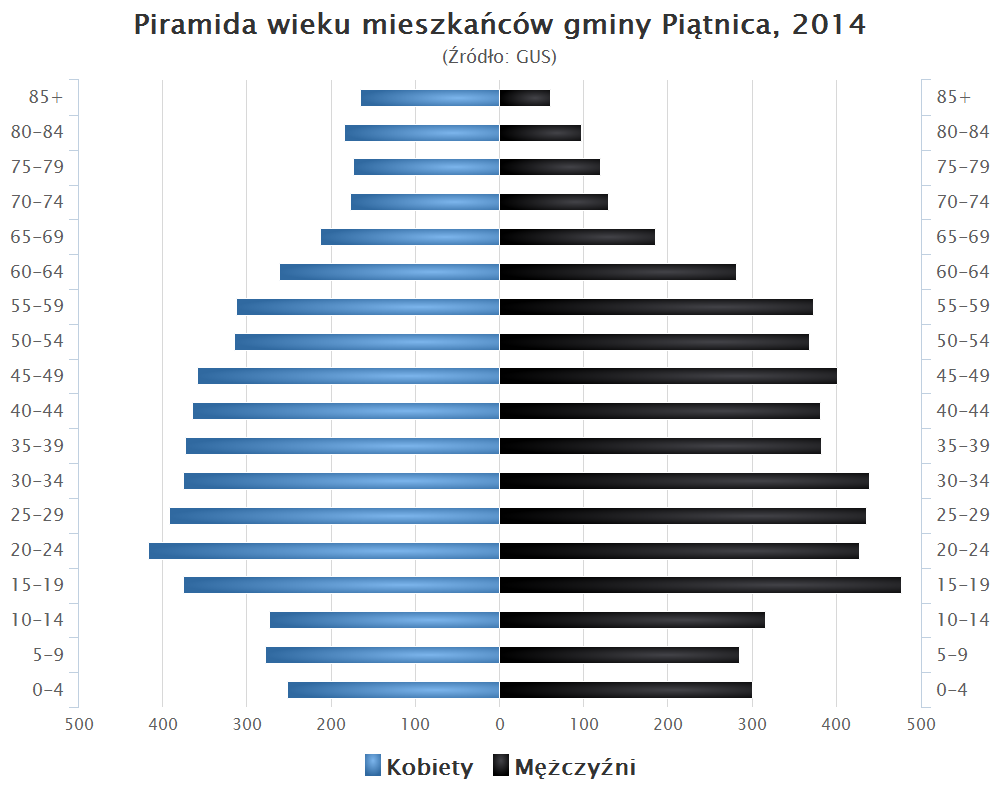
Piramida wieku mieszkańców gminy Piątnica w 2014 roku

Dane z 30 czerwca 2004:
| Opis                              | Ogółem | Ogółem | Kobiety | Kobiety | Mężczyźni | Mężczyźni |
| --------------------------------- | ------ | ------ | ------- | ------- | --------- | --------- |
| jednostka                         | osób   | %      | osób    | %       | osób      | %         |
| populacja                         | 10 575 | 100    | 5204    | 49,2    | 5371      | 50,8      |
| gęstość zaludnienia (mieszk./km²) | 48,4   | 48,4   | 23,8    | 23,8    | 24,6      | 24,6      |

## Sołectwa
Budy Czarnockie, Budy-Mikołajka, Choszczewo, Czarnocin, Dobrzyjałowo, Drozdowo, Drożęcin-Lubiejewo, Elżbiecin, Górki-Sypniewo, Górki-Szewkowo, Guty, Jeziorko, Kalinowo, Kalinowo Kolonia, Kałęczyn, Kisielnica, Kobylin, Kosaki, Kownaty, Krzewo, Marianowo, Motyka, Murawy, Nagórki, Niewodowo, Nowe Krzewo, Nowy Cydzyn, Olszyny, Olszyny-Kolonia, Pęza, Piątnica Poduchowna, Piątnica Włościańska, Poniat, Rakowo-Boginie, Rakowo-Czachy, Rządkowo, Stary Cydzyn, Stary Drożęcin, Taraskowo, Truszki, Wyłudzin, Wyrzyki, Zabawka, Żelechy.
Wsią bez statusu sołectwa jest Wiktorzyn.

## Sąsiednie gminy
Łomża, Łomża, Jedwabne, Mały Płock, Stawiski, Wizna